# Blachia longzhouensis
Blachia longzhouensis là một loài thực vật có hoa trong họ Đại kích. Loài này được X.X.Chen mô tả khoa học đầu tiên năm 1988.